# PyQt
PyQt — набор расширений (биндингов) графического фреймворка Qt для языка программирования Python, выполненный в виде расширения Python.
PyQt разработан британской компанией Riverbank Computing. PyQt работает на всех платформах, поддерживаемых Qt: Linux и другие UNIX-подобные ОС, macOS и Windows. Существует 3 версии: PyQt6, PyQt5 и PyQt4, поддерживающие соответствующие версии Qt. PyQt распространяется под лицензиями GPL (2 и 3 версии) и коммерческой.
PyQt практически полностью реализует возможности Qt. Это более 600 классов, более 6000 функций и методов, включая:
- Существующий набор виджетов графического интерфейса;
- стили виджетов;
- доступ к базам данных с помощью SQL (ODBC, MySQL, PostgreSQL, Oracle);
- QScintilla, основанный на Scintilla виджет текстового редактора;
- поддержку интернационализации (i18n);
- парсер XML;
- поддержку SVG;
- интеграцию с WebKit, движком рендеринга HTML;
- поддержку воспроизведения видео и аудио.

PyQt также включает в себя Qt Designer (Qt Creator) — дизайнер графического интерфейса пользователя. Программа pyuic генерирует Python код из файлов, созданных в Qt Designer. Это делает PyQt очень полезным инструментом для быстрого прототипирования. Кроме того, можно добавлять новые графические элементы управления, написанные на Python, в Qt Designer.
Раньше PyQt поставлялся вместе со средой разработки Eric, написанной на PyQt. Eric имеет встроенный отладчик и может быть использована для создания консольных программ. Теперь она доступна в качестве отдельного проекта.

## Обзор основных модулей
- QtCore — основные не графические классы: система сигналов и слотов, платформонезависимые абстракции для Unicode, потоков, разделяемой памяти, регулярных выражений и т. д.
- QtGui — компоненты графического интерфейса (элементы управления), основанные на визуальном представлении.
- QtNetwork — классы для сетевого программирования. Например, клиентов и серверов через UDP и TCP.
- QtOpenGL — классы, позволяющие использовать OpenGL и 3D-графику в приложениях PyQt.
- QtScript — классы, позволяющие использовать встроенный в Qt интерпретатор JavaScript для управления приложением.
- QtSql — классы для интеграции с базами данных с помощью SQL.
- QtSvg — классы для отображения векторной графики в формате SVG.
- QtXml — классы, реализующие обработку XML.
- uic — реализация обработки XML-файлов, созданных в Qt Designer, для генерации из них Python-кода графического интерфейса[3].

## Дизайнер графического интерфейса пользователя
Qt Designer является кроссплатформенным компоновщиком макетов и форм графического интерфейса пользователя. Он позволяет быстро спроектировать виджеты и диалоги, используя экранные формы с использованием тех же виджетов, которые будут использоваться в приложении. Формы, созданные с Qt Designer, являются полностью функциональными, а также могут быть просмотрены в режиме реального времени.

## Примеры программ

### ПрограммаHello, world!
Стандартный минималистичный пример, дающий представление о PyQt. Программа показывает пустое окно, обладающее базовыми функциями — изменение размера, сворачивание, разворачивание:
```
#! /usr/bin/env python2

# -*- coding: utf-8 -*-

#

import
 
sys

from
 
PyQt4.QtGui
 
import
 
*
 
# компоненты интерфейса

# Каждое приложение должно создать объект QApplication

# sys.argv - список аргументов командной строки

application
 
=
 
QApplication
(
sys
.
argv
)

# QWidget - базовый класс для всех объектов интерфейса

# пользователя; если использовать для виджета конструктор

# без родителя, такой виджет станет окном

widget
 
=
 
QWidget
()

widget
.
resize
(
320
,
 
240
)
 
# изменить размеры виджета

widget
.
setWindowTitle
(
"Hello, World!"
)
 
# установить заголовок

widget
.
show
()
 
# отобразить окно на экране

sys
.
exit
(
application
.
exec_
())
 
# запуск основного цикла приложения

```

### Более сложный пример
В этом примере показаны принципы создания более серьёзных программ. Используется Python 3 и Qt Designer. Применяется объектно-ориентированный подход, позволяющий разделить визуальное представление и логику программы.
Состав программы:
- test.pyw — главный файл, запускающий программу.
- mainform.py — файл описания главного окна.
- mainform.ui — файл, содержащий автоматически сгенерированное при помощи Qt Designer описание главного окна. В программе Qt Designer был создан проект, основанный на QDialog и выбраны 2 элемента: кнопка с именем pushButton, текстовая метка с именем label.

Содержание файла test.pyw:
```
#! /usr/bin/env python3

#

import
 
sys

from
 
PyQt4
 
import
 
QtCore
,
 
QtGui
 
# подключает основные модули PyQt

import
 
mainform
 
# подключает модуль описания формы

def
 
main
():

    
app
 
=
 
QtGui
.
QApplication
(
sys
.
argv
)
  
# создаёт основной объект программы

    
form
 
=
 
mainform
.
MainForm
()
  
# создаёт объект формы

    
form
.
show
()
  
# даёт команду на отображение объекта формы и содержимого

    
return
 
app
.
exec
()
  
# запускает приложение

if
 
__name__
 
==
 
"__main__"
:

    
sys
.
exit
(
main
())

```

Содержание файла mainform.py:
```
#! /usr/bin/env python3

#

from
 
PyQt4
 
import
 
QtCore
,
 
QtGui
,
 
uic
 
# подключает основные модули PyQt

# прототип главной формы

class
 
MainForm
(
QtGui
.
QDialog
):

    
# конструктор

    
def
 
__init__
(
self
):

        
super
(
MainForm
,
 
self
)
.
__init__
()

        
# динамически загружает визуальное представление формы

        
uic
.
loadUi
(
"mainform.ui"
,
 
self
)

        
# связывает событие нажатия на кнопку с методом

        
self
.
connect
(
self
.
pushButton
,
 
QtCore
.
SIGNAL
(
"clicked()"
),

            
self
.
setLabelText
)

    
def
 
setLabelText
(
self
):

        
self
.
label
.
setText
(
"New label text"
)

```

В этом примере довольно простая функциональность, представленная методом setLabelText. Однако при необходимости реализовать более сложную обработку поступающих данных, целесообразно вынести эту обработку в отдельный модуль (файл).

## SIP
SIP — это инструмент для автоматической генерации Python-привязок к C и C++ библиотекам. Первоначально SIP был разработан в 1998 году для PyQt — Python-привязки для инструментария виджетов Qt, но подходит и для создания привязок к любым другим C или C++ библиотекам.
SIP берёт набор инструкций (.sip файлы), описывающих API и генерирует требуемый C++ код. Потом он компилируется и на выходе получается модуль Python. Файлы .sip — файлы заголовков класса, у которых кое-что убрано (потому что SIP не содержит полноценный C++-парсер) и кое-что добавлено (поскольку C++ не несёт достаточной информации о работе API).
Для PyQt4 используется внутренний инструмент (написанный на PyQt), называемый metasip. Это своего рода IDE для SIP. Он использует GCC-XML для разбора заголовочных файлов последней версии и сохраняет релевантные данные в XML, в metasip-проект. metasip далее делает некое подобие diff с предыдущей версией API и отмечает все изменения, которые необходимо просмотреть. Затем список изменений генерируется при помощи GUI и автоматически заносится в TODO. Создание .sip файлов — просто нажатие на кнопку.
Что касается работы сгенерированного кода, она не сильно отличается от работы любого другого генератора привязок. У Python очень хороший API модулей — это одна из причин большого количества Python-привязок для инструментов сторонних разработчиков. Для каждого C++-класса SIP генерирует C-код, создающий соответствующий Python-класс.

## Особенности лицензирования
Двойная лицензия PyQt продиктована довольно сложными отношениями в сфере применения этой надстройки (привязки) над графической библиотекой Qt. В соответствии с лицензией GPL, возможно использование библиотеки для создания программ с открытым исходным кодом. Если нет возможности распространять код в соответствии с условиями GPL, то можно приобрести коммерческую лицензию.
Со стороны Nokia были попытки договориться с Riverbank Computing на предмет смены лицензии, но они не увенчались успехом. В результате возник проект под названием PySide — аналог PyQt, в том числе сохраняющий совместимость с последним на уровне API, но выпущенный под лицензией LGPL, чтобы дать возможность разработчикам и коммерческих проектов бесплатно использовать Python в связке с Qt.
Однако Riverbank не исключает возможности лицензирования PyQt под LGPL в будущем.

## История
Riverbank Computing Limited с 1998 года разрабатывает и поддерживает PyQt, привязки, которые позволяют использовать Qt для работы с языком программирования Python.
- Разработка началась с создания SIP и выпуска PyQt 0.1 с поддержкой Qt 1.41 в ноябре 1998[13];
- в версии 2.0, которая вышла в 2000, реализована поддержка Qt 2.2 на Linux и Windows[13];
- поддержка Qt 3 реализована в 2001[13];
- поддержка Mac OS X реализована в 2002[13];
- выпуск PyQt4 начался с PyQt 4.0 с поддержкой Qt 4 в июне 2006[13];
- в версии 4.5, которая вышла 5 июня 2009, реализована поддержка Python 3[14];
- в версии 4.7, которая вышла 14 января 2010, реализована поддержка Qt 4.6[15];
- в версии 5.0, которая вышла 17 июня 2013, реализована поддержка Qt 5.0[16].

## Известные программы, использующие PyQt
- Cura[17] — приложение нарезки 3D-модели для 3D-принтеров с открытым исходным кодом.
- Electrum — популярный свободный Bitcoin криптокошелек.
- Arduino IDE — реализация Arduino на PyQt.
- Jabbim — кроссплатформенная открытая программа мгновенного обмена сообщениями по протоколу XMPP.
- Eric IDE — интегрированная среда разработки для Python;
- GNS3 — графический симулятор сети.
- Anki — программа для облегчения запоминания слов, выражений и любой другой информации с помощью интервальных повторений.
- Calibre — приложение для управления электронными книгами
- Dropbox — файлообменник
- fman — кроссплатформенный файловый менеджер
- Kodos — отладчик регулярных выражений Python
- Leo — планировщик и редактор грамотного программирования
- Ninja-IDE — расширяемая среда разработки Python с открытым исходным кодом
- OpenLP — программа проекции текстов с открытым исходным кодом
- OpenShot — программа для редактирования видео
- Orange — структура интеллектуального анализа данных и визуализации
- Puddletag — кроссплатформенный редактор тегов ID3 с открытым исходным кодом
- QGIS — бесплатное программное обеспечение для настольных ГИС-систем
- qt-recordMyDesktop, Интерфейс Qt4 для recordMyDesktop
- Spyder — Python Data Science IDE
- TortoiseHg — графический интерфейс для программы управления источниками Mercurial (Hg)
- Veusz — научное приложение для черчения
- qutebrowser[18] — Vim-like веб-браузер с минималистичным интерфейсом.

## Применение
PyQt — продукт, имеющий широкую пользовательскую базу. Среди коммерческих пользователей PyQt можно отметить такие известные корпорации, как Disney, Dreamworks, Pixar, Industrial Light and Magic и Sony Pictures. Всего коммерческих пользователей более 200 (по данным в 2006 году).